# جسر الشيخ عيسى بن سلمان

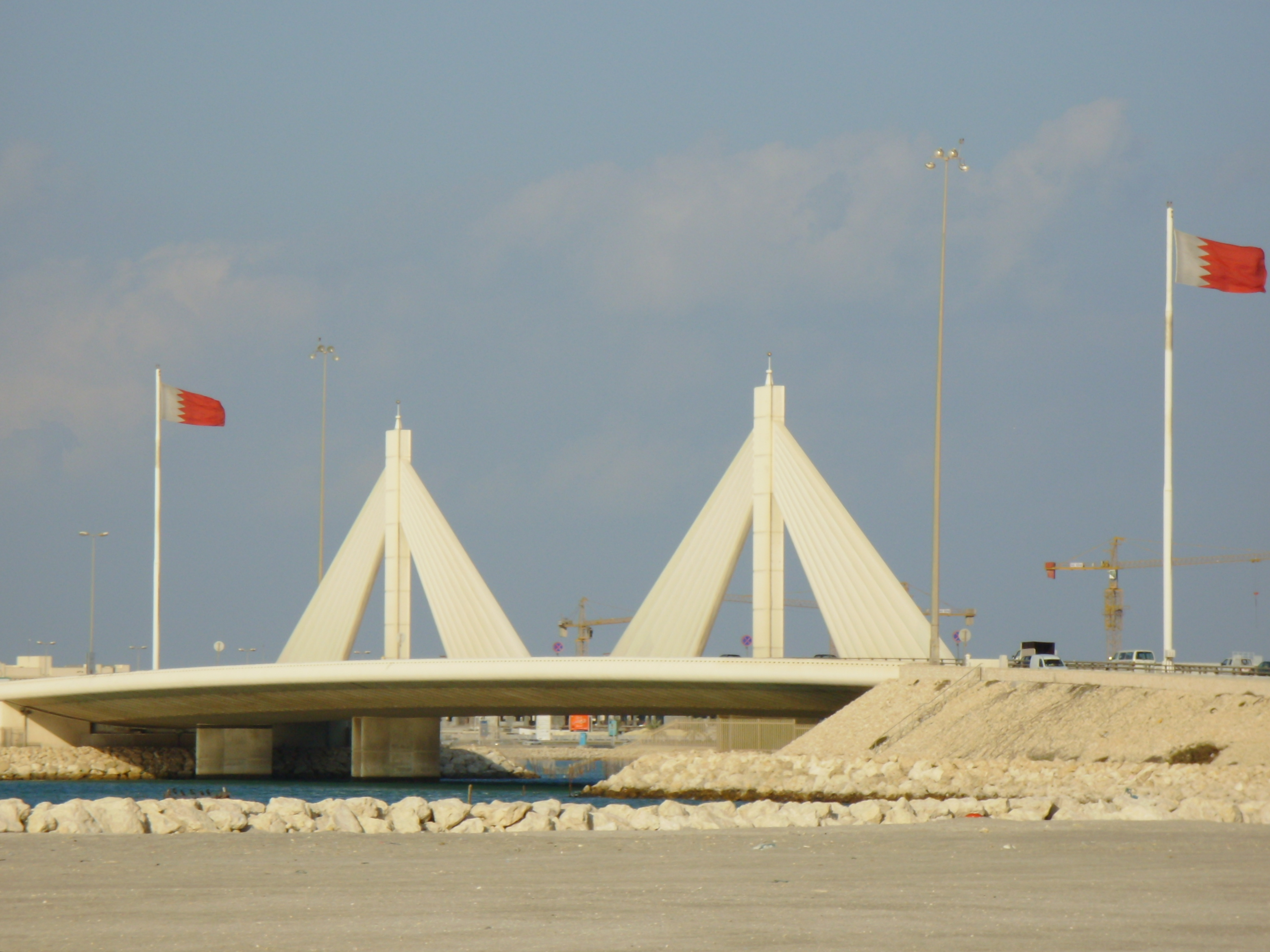
جسر الشيخ عيسى بن سلمان في 2008.

جسر الشيخ عيسى بن سلمان (يعُرف محليًا باسم جسر المحرق) هو جسر يقع عبر خليج البحرين في مملكة البحرين ويربط ما بين البسيتين والمنطقة الدبلوماسية بالقرب من ضاحية السيف. افتتح للجمهور في 7 يناير 1997. وكان قد بني لتخفيف الازدحام على جسر الشيخ حمد بن عيسى الذي يربط جزيرة المحرق إلى البر الرئيسي لجزيرة البحرين. يمكن التعرف عليه بواسطة أعمدته البيضاء الثلاثية التي من المفترض أن ترمز لأشرعة السفن. يبلغ طوله 2.5 كيلومتر وعرضه 32 متر.
أطلق على الجسر اسم أمير البحرين الراحل عيسى بن سلمان آل خليفة.

## إحياء ذكرى
صدرت طوابع تذكارية من قبل مكتب بريد البحرين في عام 1997 للاحتفال بافتتاح الجسر .